# Denis Verschueren
Denis Verschueren (Berlaar, 11 de febrero de 1897 - Lier, 18 de abril de 1954) fue un ciclista belga profesional entre 1923 y 1939. A lo largo de su carrera consiguió 30 victorias, entre las cuales destacan dos París-Tours, un Tour de Flandes, una Vuelta en Bélgica y una París-Bruselas.

## Palmarés
| 1924 - 3.º en el Campeonato de Bélgica en Ruta 1925 - París-Tours - Vuelta a Bélgica y vencedor de 3 etapas - 3.º en el Campeonato de Bélgica en Ruta 1926 - Tour de Flandes - París-Bruselas | 1928 - París-Tours 1929 - Premio de Heist-op-den-Berg 1930 - Grote Scheldeprijs |

## Resultados en Grandes Vueltas y Campeonatos del Mundo
Durante su carrera deportiva consiguió los siguientes puestos en las Grandes Vueltas y en los Campeonatos del Mundo en carretera:
| Carrera         | 1923 | 1924 | 1925 | 1926 | 1927 | 1928 | 1929 | 1930 | 1931 | 1932 | 1933 |
| --------------- | ---- | ---- | ---- | ---- | ---- | ---- | ---- | ---- | ---- | ---- | ---- |
| Giro de Italia  | -    | -    | -    | -    | -    | -    | -    | -    | -    | -    | -    |
| Tour de Francia | -    | -    | -    | -    | -    | Ab.  | -    | -    | -    | -    | -    |
| Vuelta a España | -    | -    | -    | -    | -    | -    | -    | -    | -    | -    | -    |
| Mundial en ruta | -    | -    | -    | -    | -    | -    | -    | -    | -    | -    | -    |

-: No participa

Ab.: Abandono